# Fibuloides japonica
Fibuloides japonica là một loài bướm đêm thuộc họ Tortricidae. Nó được tìm thấy ở Trung Quốc (Chiết Giang, An Huy, Phúc Kiến, Hà Nam, Hồ Bắc, Hồ Nam, Tứ Xuyên, Quý Châu, Thiểm Tây), Đài Loan, Hàn Quốc và Nhật Bản.